# Lucie van Dam van Isselt
Lucie van Dam van Isselt (Bergen op Zoom, 15 juni 1871 – Den Haag, 7 juni 1949) was een Nederlandse kunstschilderes, tekenares en etser.

## Leven en werk

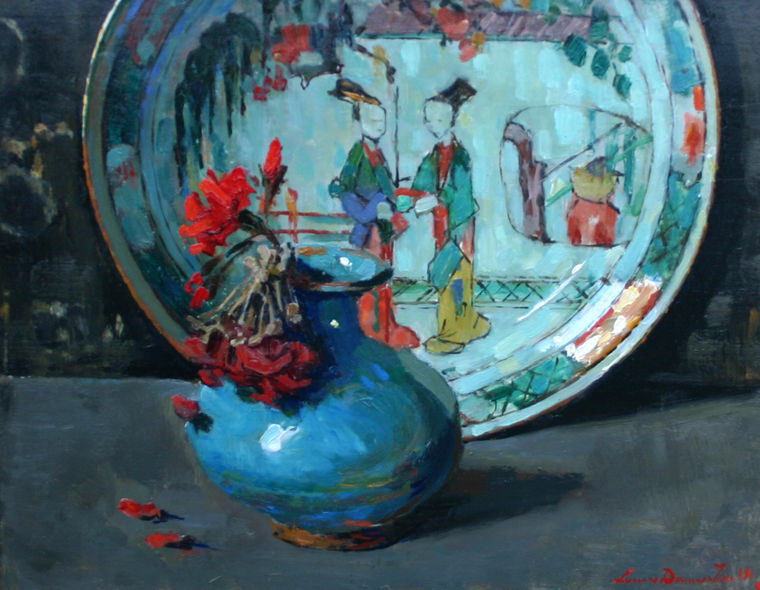
Bloemstukje in blauw vaasje en Chinees bord

Van Dam van Isselt werd in 1871 in Bergen op Zoom geboren als dochter van de eerste luitenant, en latere gouverneur van de Koninklijke Militaire Academie, Jacob Thomas Theodoor Carel van Dam van Isselt en Henriette Marie Lucresia Drabbe. Zij volgde schildersopleidingen aan de Koninklijke Academie van Beeldende Kunsten in Den Haag. Haar opleiding in het maken van etsen en lithograferen kreeg zij aan de École nationale supérieure des beaux-arts te Lyon van Auguste Morisot. Zij maakte reizen door Europa en schilderde in diverse plaatsen in België, Frankrijk en Italië. Haar oeuvre is gevarieerd: portretten, diverse soorten stillevens, genre-, figuur- en diervoorstellingen. De Vlaamse schilder Théo van Rysselberghe was een belangrijke inspirator voor haar. Ze schilderde regelmatig in de Zeeuwse plaats Veere en wordt met Claire Bonebakker, Mies Callenfels-Carsten, Anneke van der Feer, Sárika Góth, Jemmy van Hoboken, Ada Góth-Lowith, Ina Rahusen en Bas van der Veer gerekend tot de Veerse Joffers.
Van Dam van Isselt was lid van het Teekengenootschap Pictura in Dordrecht, de vereniging Haagse Kunstkring en het schilderkunstig genootschap Pulchri Studio eveneens in Den Haag. Haar werk werd regelmatig in diverse plaatsen in Nederland geëxposeerd. Werk van Van Dam van Isselt bevindt zich in onder meer het Zeeuws Museum in Middelburg, het Kunstmuseum Den Haag, Museum De Wieger in Deurne en in Teylers museum in Haarlem.
Van Dam van Isselt was tweemaal getrouwd. Beide huwelijken werden door echtscheiding ontbonden. Zij trouwde op 3 augustus 1892 te Bergen op Zoom met de kunstschilder en werktuigkundig ingenieur ir. Evert Cornelis Ekker. Uit dit huwelijk werden twee kinderen geboren. Na hun scheiding in 1907 hertrouwde zij op 12 mei 1909 te Utrecht met de letterkundige en kunstcriticus Albert Charles Auguste Plasschaert. Hun huwelijk werd in 1921 ontbonden. Zij overleed in juni 1949 - bijna 78 jaar oud - in Den Haag.
Jan Toorop maakte in 1905 een portret van haar.

## Veilingopbrengsten
Een van haar werken met de grootste opbrengst op een veiling was Meizoentjes in een kommetje. Dit doek, 24x25 cm, bracht in 2003 € 6000 euro op.

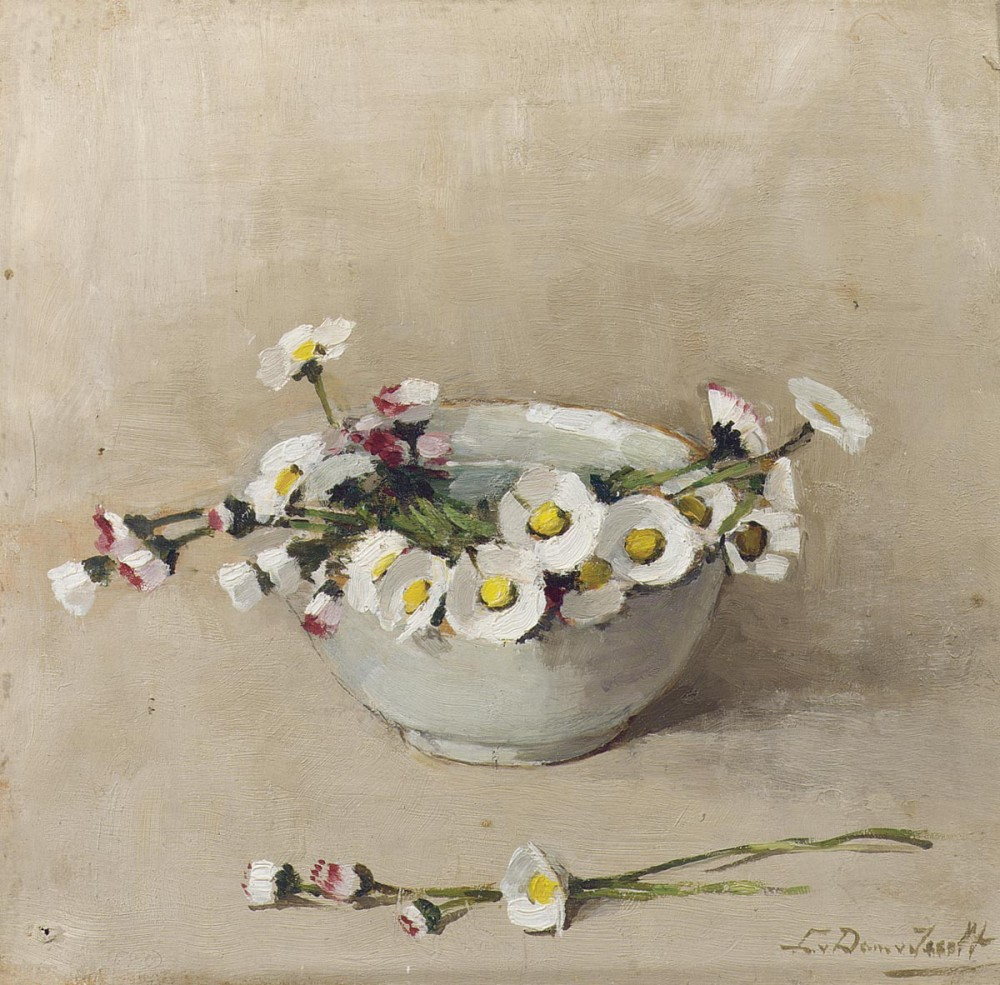
Meizoentjes in een kommetje